# Српска православна црква Преноса моштију Св. Николе у Риђици
Српска православна црква Преноса моштију Св. Николе у Риђици, подигнута 1844. године,  налази се на територији општине Сомбор, у Риђици, у Улици Николе Тесле број 35. Српска православна црква Преноса моштију Св. Николе у Риђици, са покретним стварима у њој које су од посебног културног и историјског значаја, утврђујен је за споменик културе.

## Историјат
Српска православна црква Преноса моштију Св. Николе је подигнута 1844. године, како сведочи запис изнад западног портала, према пројекту архитекте Франца Гфелера.
Црква је према предању сазидана на месту две старије грађевине. Припада групи класицистичких сакралних објеката подизаних почетком и средином 19. века у Војводини.
У подизању цркве учествовало је све становништво, па и спахија, а осветио ју је сомборски прота Ковачић Василије. Црква није била ограђена, па је услед тога била изложена оштећењу и пропадању. Услед небриге, неслоге и ината црквених отаца, старање о цркви је било лоше. Православни прота из Сентандреје, Чампар Стеван, родом из Риђице, видевши овакво стање од својих средстава и прикупљеног добровољног прилога, купио је гвоздену ограду и послао је у Риђицу, 1912. године. Та ограда је бачена у порту иза цркве, где је лежала пуних двадесет година. За време Првог светског рата мађарске власти су скинуле три звона са цркве, тако да је остало само једно, најмање црквено звоно.
У периоду између два рата, од добровољних прилога и црквеног пореза, црква је поправљена, ограђена и покривена етернитом. Заслуге за уређење и одржавање православне цркве у Риђици, припала је ондашњем службенику, руском емигранту, Мизикијевић Василију, који је стрељан од мађарских окупатора 1941. године.

## Изглед цркве
Црква је једнобродна грађевина са полукружном апсидом на источној страни и звоником на западном прочељу. Конструктивни склоп чине масивни ободни зидови и полукружни луци који носе полуобличасте сводове. Декор западне фасаде чини ризалит са портиком од једноструких пиластара надвишених тимпаноном. На бочним фасадама су плитке, равно завршене нише у које су смештени прозори и јужни улаз у цркву. Луковима је унутрашњост подељена на три травеја и олтарски простор. Лукови се ослањају на архитраве и конзоле. Декорација је умерена. Црква је зидана је од опеке, омалтерисана и окречена.
Двосливни кров је покривен бибер црепом, а пирамидална капа звоника лимом. Иконостас је осликао Јован Исајловић-Млађи (1803–1885), унук познатог сликара Јована Исајловића-Старијег. Он је аутор и икона "Богородице" и "Св. Саве Српског", које се налазе на троновима. Распеће и пратеће иконе треће зоне иконостаса припадају непознатом мајстору из половине 18. века.